# Vacances portugaises
Pour plus de détails, voir Fiche technique et Distribution.
Vacances portugaises est un film franco-portugais réalisé par Pierre Kast, sorti en 1963.

## Synopsis
Françoise et son mari Jean-Pierre invitent, pour chasser l'ennui, quelques couples amis à passer un week-end dans leur grande villa sur la côte portugaise.
Il s'ensuit un chassé-croisé amoureux pour certains, chaque personnage se découvrant un peu au fil de l'histoire.

## Fiche technique
- Titre original : Vacances portugaises ou Les Égarements
- Titre portugais : Os Sorrisos do Destino (litt. « Les Sourires du destin »)
- Titre brésilien : Férias Portuguesas
- Réalisation, scénario, dialogues : Pierre Kast
- Coscénaristes : Robert Scipion, Jacques Doniol-Valcroze, Alain Aptekman[1]
- Directeur de la photographie : Raoul Coutard
- Musique : Georges Delerue
- Montage : Yannick Bellon
- Production : Jad Films
- Pays d'origine :  France,  Portugal
- Durée : 97 minutes
- Genre : Comédie dramatique

## Distribution
- Françoise Prévost : Françoise
- Jean-Pierre Aumont : Jean-Pierre
- Michel Auclair : Michel
- Françoise Arnoul : Mathilde
- Catherine Deneuve : Catherine
- Bernhard Wicki : Bernard
- Barbara Laage : Barbara
- Daniel Gélin : Daniel
- Michèle Girardon : Geneviève
- Jacques Doniol-Valcroze : Jacques
- Françoise Brion : Eléonore
- Jean-Marc Bory : Jean-Marc
- Pierre Vaneck : Pierre